# John Goode (Autor)
John Harvey Goode (* 15. Oktober 1927 in London, Vereinigtes Königreich; † 2. Dezember 2008 in Kingston, Tasmanien, Australien), meist als John Goode zitiert, war ein britisch-australischer Autor und Amateur-Herpetologe, der sich vornehmlich mit der Fortpflanzungsbiologie von Schildkröten befasste.

## Leben
Goode wurde nach seiner Ausbildung in London technischer Zeichner bei einer Flugzeugfirma und diente anschließend zwei Jahre in der Royal Air Force. Sein Interesse am Schreiben entwickelte sich, als er begann, für eine Zeitschrift an seinem RAF-Stützpunkt Beiträge zu verfassen. 1950 wanderte er nach Queensland aus, wo er auf einer Schafsfarm in der Nähe von Quilpie im Südwesten des Staates arbeitete. Anschließend diente er als Missionsassistent auf Thursday Island in der Torres-Straße zwischen Australien und Neuguinea und später in der Edward River Mission auf der Kap-York-Halbinsel. Nach einer kurzen Tätigkeit als Koch auf einem Handelsschiff zog Goode 1963 in den Süden und ließ sich in Frankston, einem Vorort von Melbourne, nieder. Er arbeitete für die Australian Broadcasting Corporation und verkaufte zudem Lebensversicherungen, um seinen Lebensunterhalt zu sichern.
Später schrieb er Reise- und Lebensmittelartikel für Zeitschriften und Zeitungen und veröffentlichte zwischen 1968 und 1990 eine Reihe von etwa 20 Büchern. Diese Schriften decken ein breites Spektrum an Themen ab, darunter Fliegen und Autofahren in Australien, Kochbücher, insbesondere über Fischgerichte, Sträflinge und Strafkolonien, die ersten Siedlungen in Australien, das Leben im Buschland, Kinderthemen, die Zeit des Goldrausches in Australien, Früchte und Gemüse der Welt sowie Insekten in Australien und Neuseeland. Aufgrund seiner Leidenschaft für Schildkröten und den Fly River in Neuguinea begann er sich für das Leben des italienischen Naturforschers Luigi Maria d’Albertis zu interessieren. Zu Recherchezwecken reiste er selbst den Fly hinauf, was zur Veröffentlichung eines weiteren Werkes mit dem Titel Rape of the Fly im Jahr 1977 führte. Diese Expedition bot ihm zudem die Möglichkeit, Schildkröten zu sammeln.
Nach seiner Pensionierung zog Goode in die 10 km südlich von Hobart gelegene Ortschaft Kingston auf Tasmanien, wo er nach kurzer Krankheit am 2. Dezember 2008 starb. Goodes Arbeit mit Schildkröten begann, als er im Bundesstaat Victoria eine Schildkröte beim Überqueren der Straße beobachtete. Sein Sohn wollte sie als Haustier halten, doch als Goode feststellte, dass es keine Bücher zu diesem Thema gab, beschloss er, Schildkröten zu studieren und ein Buch zu schreiben. Dies führte zu einem ernsthaften Interesse an Schildkröten, insbesondere am Nistverhalten und der Fortpflanzung der Arten im Murray-River-System im Südosten Australiens. Zwischen 1965 und 1971 schrieb er sieben Fachartikel zu diesen Themen sowie zahlreiche populärwissenschaftliche Artikel über Schildkröten in Zeitschriften und Zeitungen (manchmal unter seinem Pseudonym Harvey Johns oder anonym). Sein erstes Buch über Schildkröten mit dem Titel Freshwater Tortoises of Australia and New Guinea (in the Family Chelidae) (1967) ist die erste Abhandlung zu Schildkröten aus der Region Australien und Neuguinea und enthält eine Mischung aus Informationen für Laien und Fachleute gleichermaßen. Es enthält Beschreibungen von 13 Arten in vier Gattungen (Chelodina, Elseya, Emydura, Pseudemydura) sowie zahlreiche Fotos und Messungen von Exemplaren, darunter einige von Goode gesammelte Schildkröten, aber auch Exemplare von Museen in Australien und Europa. Es gibt eine sehr detaillierte Checkliste der Arten mit Überschneidungen und Verbreitung sowie Kapitel über Fossilien, Beziehungen zum Menschen, Brutbiologie, Physiologie, Verhalten und Pflege in Gefangenschaft. 1971 veröffentlichte Goode Tortoises, Terrapins, and Turtles, eine populärwissenschaftliche Übersicht über die Schildkröten der Welt, und 1974 Reptiles, Freshwater Animals and You (in Zusammenarbeit mit John Cann, einem in Sydney ansässigen Experten für Schildkröten und Giftschlangen) über Reptilien und Süßwassertiere, das sich an Kinder richtet, die sich für Naturstudien interessieren.